# Championnat du monde de vitesse moto 1981
Navigation
Édition précédente Édition suivante
Le Championnat du monde de vitesse moto 1981 est la 33e saison de vitesse moto organisée par la FIM.

Ce championnat comporte quatorze courses de Grand Prix, pour cinq catégories : 500 cm3, 350 cm3, 250 cm3, 125 cm3 et 50 cm3.

## Attribution des points
Les points du championnat sont attribués aux dix premiers de chaque course :
| Classement | 1  | 2  | 3  | 4 | 5 | 6 | 7 | 8 | 9 | 10 |
| ---------- | -- | -- | -- | - | - | - | - | - | - | -- |
| Points     | 15 | 12 | 10 | 8 | 6 | 5 | 4 | 3 | 2 | 1  |

## Grands Prix de la saison
| N° | Course                            | Lieu         | Vainqueur 50 cm³  | Vainqueur 125 cm³ | Vainqueur 250 cm³   | Vainqueur 350 cm³ | Vainqueur 500 cm³ | Résultat |
| -- | --------------------------------- | ------------ | ----------------- | ----------------- | ------------------- | ----------------- | ----------------- | -------- |
| 1  | Grand Prix d'Argentine            | Buenos Aires |                   | Angel Nieto       | Jean-François Baldé | Jon Ekerold       |                   | Résultat |
| 2  | Grand Prix d'Autriche             | Salzburgring |                   | Angel Nieto       |                     | Patrick Fernandez | Randy Mamola      | Résultat |
| 3  | Grand Prix d'Allemagne de l'Ouest | Hockenheim   | Stefan Dörflinger | Angel Nieto       | Anton Mang          | Anton Mang        | Kenny Roberts     | Résultat |
| 4  | Grand Prix des Nations            | Monza        | Ricardo Tormo     | Guy Bertin        | Eric Saul           | Jon Ekerold       | Kenny Roberts     | Résultat |
| 5  | Grand Prix de France              | Paul Ricard  |                   | Angel Nieto       | Anton Mang          |                   | Marco Lucchinelli | Résultat |
| 6  | Grand Prix d'Espagne              | Jarama       | Ricardo Tormo     | Angel Nieto       | Anton Mang          |                   |                   | Résultat |
| 7  | Grand Prix de Yougoslavie         | Rijeka       | Ricardo Tormo     | Loris Reggiani    |                     | Anton Mang        | Randy Mamola      | Résultat |
| 8  | Grand Prix des Pays-Bas           | Assen        | Ricardo Tormo     | Angel Nieto       | Anton Mang          | Anton Mang        | Marco Lucchinelli | Résultat |
| 9  | Grand Prix de Belgique            | Spa          | Ricardo Tormo     |                   | Anton Mang          |                   | Marco Lucchinelli | Résultat |
| 10 | Grand Prix de Saint-Marin         | Imola        | Ricardo Tormo     | Loris Reggiani    | Anton Mang          |                   | Marco Lucchinelli | Résultat |
| 11 | Grand Prix de Grande-Bretagne     | Silverstone  |                   | Angel Nieto       | Anton Mang          | Anton Mang        | Jack Middelburg   | Résultat |
| 12 | Grand Prix de Finlande            | Imatra       |                   | Angel Nieto       | Anton Mang          |                   | Marco Lucchinelli | Résultat |
| 13 | Grand Prix de Suède               | Anderstorp   |                   | Ricardo Tormo     | Anton Mang          |                   | Barry Sheene      | Résultat |
| 14 | Grand Prix de Tchécoslovaquie     | Brno         | Theo Timmer       |                   | Anton Mang          | Anton Mang        |                   | Résultat |

## Résultats de la saison

### Championnat 1981 catégorie 500 cm³
| Clas. | Pilote            | N°      | Pays             | Constructeur | Points | Victoires |
| ----- | ----------------- | ------- | ---------------- | ------------ | ------ | --------- |
| 1     | Marco Lucchinelli | 5       | Italie           | Suzuki       | 105    | 5         |
| 2     | Randy Mamola      | 2       | États-Unis       | Suzuki       | 94     | 2         |
| 3     | Kenny Roberts     | 1       | États-Unis       | Yamaha       | 74     | 2         |
| 4     | Barry Sheene      | 7       | Royaume-Uni      | Yamaha       | 72     | 1         |
| 5     | Graeme Crosby     | 8       | Nouvelle-Zélande | Suzuki       | 68     | 0         |
| 6     | Boet van Dulmen   | 15      | Pays-Bas         | Yamaha       | 64     | 0         |
| 7     | Jack Middelburg   | 9       | Pays-Bas         | Suzuki       | 60     | 1         |
| 8     | Kork Ballington   | 8 ou 12 | Afrique du Sud   | Kawasaki     | 43     | 0         |
| 9     | Marc Fontan       | 10      | France           | Yamaha       | 25     | 0         |
| 10    | Hiroyuki Kawasaki | 35      | Japon            | Suzuki       | 19     | 0         |

### Championnat 1981 catégorie 350 cm³
| Clas. | Pilote              | N° | Pays                 | Constructeur | Points | Victoires |
| ----- | ------------------- | -- | -------------------- | ------------ | ------ | --------- |
| 1     | Anton Mang          | 2  | Allemagne de l'Ouest | Kawasaki     | 103    | 5         |
| 2     | Jon Ekerold         | 1  | Afrique du Sud       | Kawasaki     | 52     | 2         |
| 3     | Jean-François Baldé | 3  | France               | Kawasaki     | 49     | 0         |
| 4     | Patrick Fernandez   | 10 | France               | Yamaha       | 46     | 1         |
| 5     | Carlos Lavado       |    | Venezuela            | Yamaha       | 41     | 0         |
| 6     | Keith Huewen        |    | Royaume-Uni          | Yamaha       | 29     | 0         |
| 7     | Thierry Espié       |    | France               | Yamaha       | 24     | 0         |
| 8     | Jacques Cornu       | 7  | Suisse               | Yamaha       | 20     | 0         |
| 9     | Éric Saul           | 6  | France               | Yamaha       | 18     | 0         |
| 10    | Graeme McGregor     |    | Australie            | Yamaha       | 14     | 0         |

### Championnat 1981 catégorie 250 cm³
| Clas. | Pilote                 | N° | Pays                 | Constructeur | Points | Victoires |
| ----- | ---------------------- | -- | -------------------- | ------------ | ------ | --------- |
| 1     | Anton Mang             | 1  | Allemagne de l'Ouest | Kawasaki     | 160    | 10        |
| 2     | Jean-François Baldé    | 3  | France               | Kawasaki     | 95     | 1         |
| 3     | Roland Freymond        | 5  | Suisse               | Ad Majora    | 72     | 0         |
| 4     | Carlos Lavado          | 6  | Venezuela            | Yamaha       | 56     | 0         |
| 5     | Patrick Fernandez      | 10 | France               | Yamaha       | 43     | 0         |
| 6     | Jean-Louis Guignabodet |    | France               | Kawasaki     | 36     | 0         |
| 7     | Jean-Louis Tournadre   |    | France               | Yamaha       | 34     | 0         |
| 8     | Martin Wimmer          |    | Allemagne de l'Ouest | Yamaha       | 33     | 0         |
| 9     | Didier de Radiguès     |    | Belgique             | Yamaha       | 26     | 0         |
| 10    | Richard Schlachter     |    | États-Unis           | Yamaha       | 25     | 0         |

### Championnat 1981 catégorie 125 cm³
| Clas. | Pilote             | N° | Pays      | Constructeur | Points | Victoires |
| ----- | ------------------ | -- | --------- | ------------ | ------ | --------- |
| 1     | Angel Nieto        | 3  | Espagne   | Minarelli    | 140    | 8         |
| 2     | Loris Reggiani     | 6  | Italie    | Minarelli    | 95     | 2         |
| 3     | Pier Paolo Bianchi | 1  | Italie    | MBA          | 84     | 0         |
| 4     | Hans Müller        | 5  | Suisse    | MBA          | 58     | 0         |
| 5     | Jacques Bolle      |    | France    | Motobécane   | 55     | 0         |
| 6     | Guy Bertin         | 2  | France    | Sanvenero    | 40     | 1         |
| 7     | Ivan Palazzese     | 7  | Venezuela | MBA          | 37     | 0         |
| 8     | Ricardo Tormo      | 12 | Espagne   | Sanvenero    | 36     | 1         |
| 9     | Maurizio Vitali    |    | Italie    | MBA          | 36     | 0         |
| 10    | Hugo Vignetti      | 20 | Argentine | MBA          | 30     | 0         |

### Championnat 1981 catégorie 50 cm³
| Clas. | Pilote             | N° | Pays                 | Constructeur | Points | Victoires |
| ----- | ------------------ | -- | -------------------- | ------------ | ------ | --------- |
| 1     | Ricardo Tormo      | 4  | Espagne              | Bultaco      | 90     | 6         |
| 2     | Theo Timmer        | 7  | Pays-Bas             | Bultaco      | 65     | 1         |
| 3     | Stefan Dörflinger  | 2  | Suisse               | Kreidler     | 51     | 1         |
| 4     | Hans Hummel        | 3  | Autriche             | Sachs        | 43     | 0         |
| 5     | Hagen Klein        |    | Allemagne de l'Ouest | Kreidler     | 40     | 0         |
| 6     | Rolf Blatter       |    | Suisse               | Kreidler     | 39     | 0         |
| 7     | Henk van Kessel    | 5  | Pays-Bas             | Kreidler     | 36     | 0         |
| 8     | Giuseppe Ascarerri |    | Italie               | Minarelli    | 28     | 0         |
| 9     | Claudio Lusuardi   | 8  | Italie               | Villa        | 23     | 0         |
| 10    | George Looijesteyn |    | Pays-Bas             | Kreidler     | 21     | 0         |